# Церковь Сошествия Святого Духа (Арзамас)
Церковь Сошествия Святого Духа — православный храм в стиле классицизма, находящийся в городе Арзамасе на площади Гагарина. Представляет собой одноглавый храм с трапезной и колокольней.
Первоначально на месте нынешней постройки располагалась деревянная Троицкая церковь — главный храм Троицкого мужского монастыря. В 1764 году монастырь был расформирован, и церковь стала приходской. В 1768 году она была перестроена в камне. Приделы: правый - священномученика Антипы Пергамского, левый - преподобного Александра Свирского.
В 1833 году церковь снова перестроили и освятили в честь Сошествия Святого Духа. Вскоре после этого при содействии местного художника и педагога А. В. Ступина значительно обогатилось внутреннее убранство храма, в частности был установлен новый иконостас. В 1860-х годах церковь обнесли оградой.
В 1929 году храм был закрыт, впоследствии здание было перестроено, став двухэтажным, и в нём была открыта типография. В 1990-х годах церковь была отреставрирована, а в 2005 году здание было возвращено Нижегородской епархии.